# Joel Edgerton
Joel Edgerton (Blacktown, Nova Gal·les del Sud, Austràlia, 23 de juny de 1974), és un actor, director, productor i guionista de cinema australià.
Anteriorment fou parella de model Dayan Reeves i la dissenyadora de moda Alexis Blake.
Encara que la seva família no tenia cap relació amb el món de la interpretació, Joel ja estava interessat des de jove en dedicar-se aquest món, pel que en acabar l'Institut i anar a la Universitat of Western Sidney, estudià interpretació en la Nepean Drama School d'aquesta universitat, i d'allà passà a diverses produccions teatrals, recalant en la Sidney Theatre Company. En acabar la universitat, el 1995, debutà en la televisió en la sèrie Police Rescue, i un any després en el cinema a Race the Sun.
En la televisió, tingué un paper destacat en la sèrie australiana The Secret Life of Us, on interpretà en Will McGill. També va ser Mark Fields en la breu Dangerous. Va ser nominat al Globus d'Or al millor actor dramàtic pel seu rol a Loving. El seu germà Nash, és director i especialista, i amb ell ha treballat diverses vegades, per exemple a Gringo.

## Filmografia bàsica
- 1996: La cursa del sol (Race the Sun)
- 1999: Dogwatch
- 2001-2002: The Secret Life of Us
- 2002: Star Wars episodi II: L'atac dels clons (Star Wars Episode II: Attack of the Clones)
- 2004: King Arthur
- 2010: Animal Kingdom
- 2011: Warrior
- 2012: Zero Dark Thirty
- 2014: Exodus: Gods and Kings
- 2015: El regal (The Gift)
- 2016: Loving
- 2017: Bright
- 2018: Red Sparrow
- 2019: The King
- 2021: The Green Knight
- 2022: The Stranger
- 2022: Thirteen Lives
- 2022: Master Gardener
- 2023: The Boys in the Boat